# Mohamed Farouk (cầu thủ bóng đá, sinh 1989)
Mohamed Farouk (tiếng Ả Rập: محمد فاروق; sinh ngày 14 tháng 9 năm 1989 ở Cairo) là một cầu thủ bóng đá người Ai Cập thi đấu cho Wadi Degla ở Giải bóng đá ngoại hạng Ai Cập. Anh ra mắt quốc tế cùng với Ai Cập dưới thời huấn luyện viên Shawky Gharib vào ngày 5 tháng 3 năm 2014 trong trận đấu trước Bosna và Hercegovina. Anh mang số áo 22 ở Al-Ahly sau khi huyền thoại Mohamed Aboutrika giải nghệ.